# St. Laurentius (Wimmern)

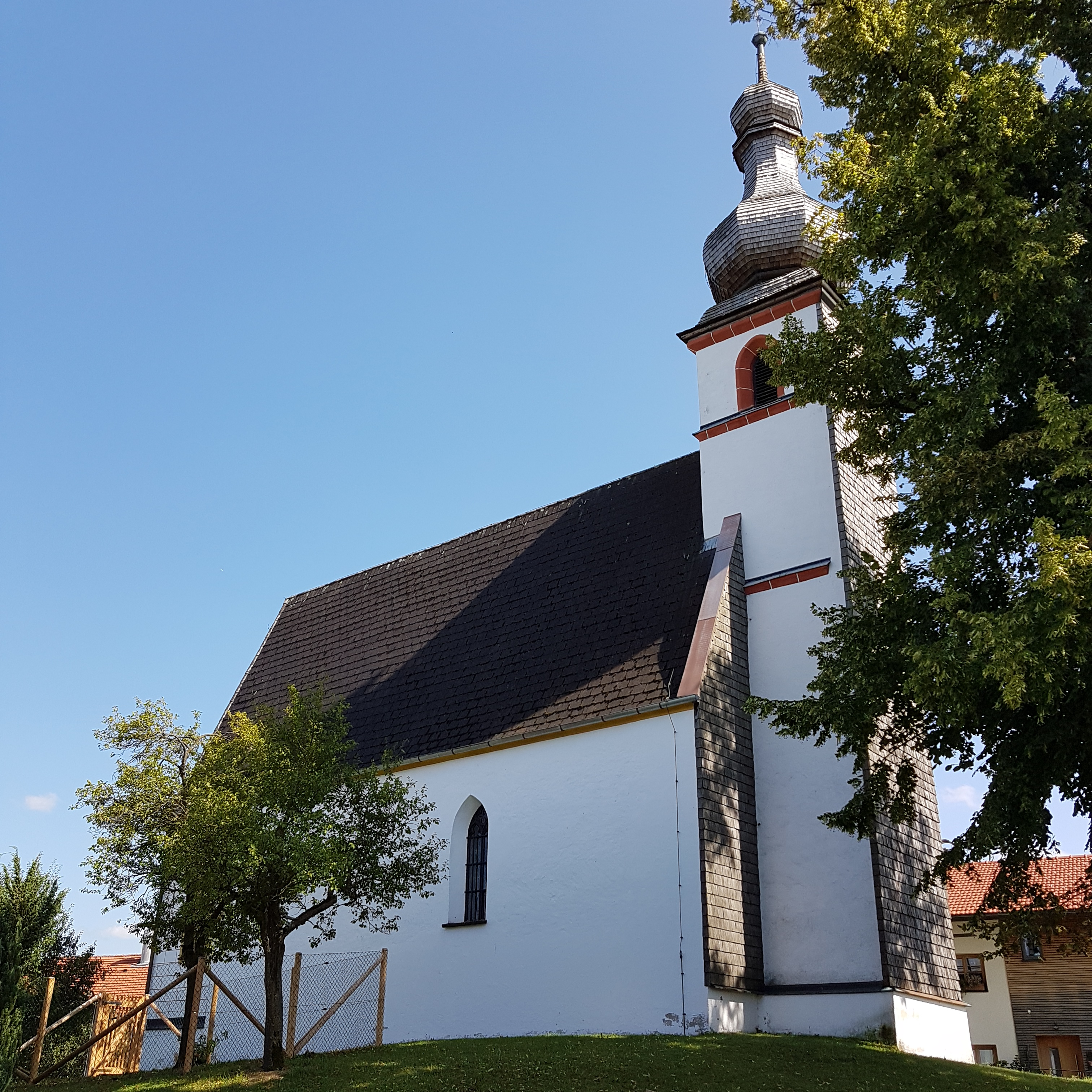
St. Laurentius in Wimmern

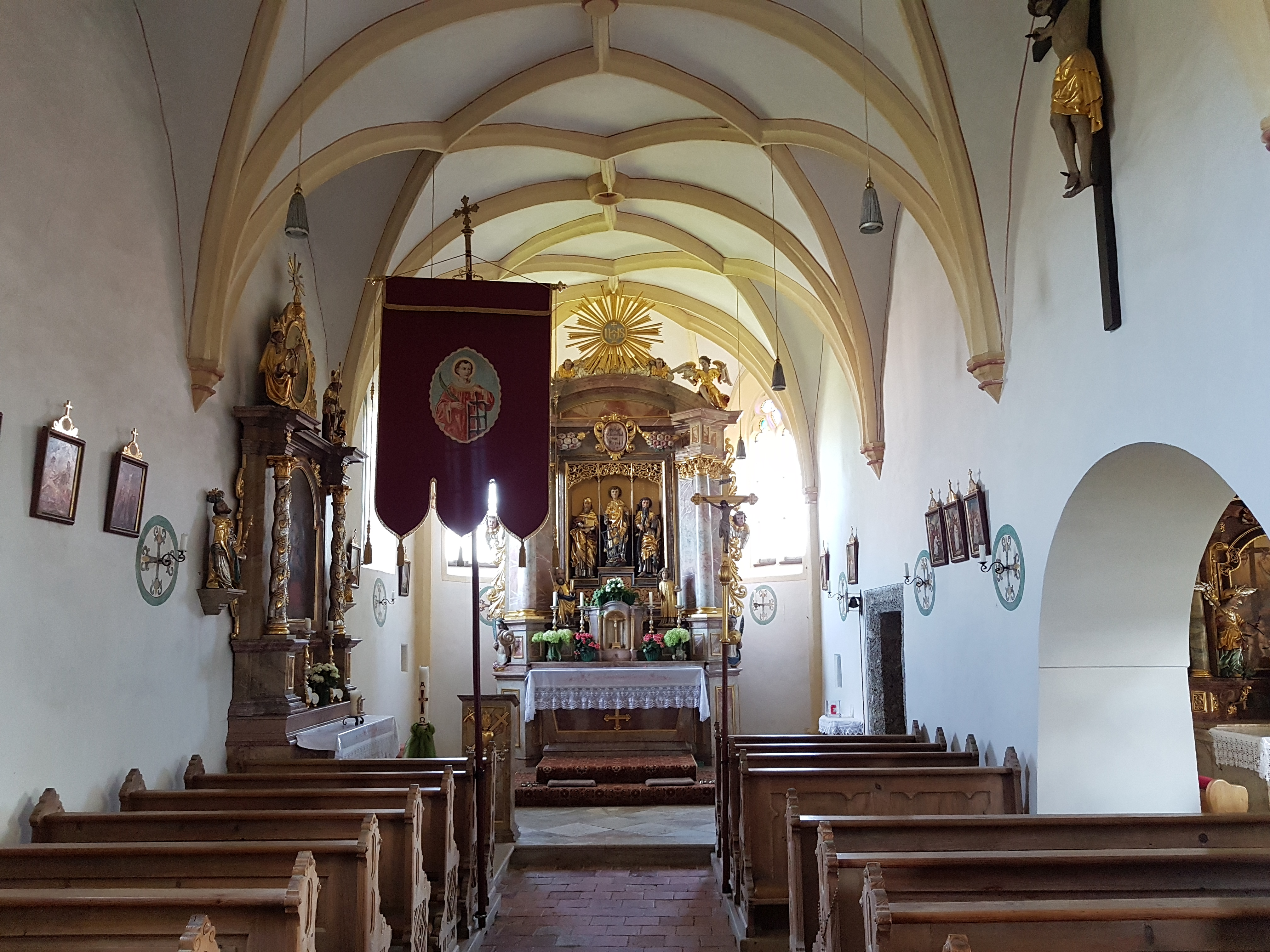
Innenansicht

Die römisch-katholische Filialkirche St. Laurentius steht in Wimmern, einem Gemeindeteil des Marktes Teisendorf im oberbayerischen Landkreis Berchtesgadener Land. Das Bauwerk gehört zu den Baudenkmalen in Teisendorf und ist in der Bayerischen Denkmalliste unter der Nummer D-1-72-134-217 eingetragen. Die Kirche ist Teil des Dekanats Berchtesgadener Land im Erzbistum München und Freising.

## Beschreibung
Die spätgotische Saalkirche wurde 1424 geweiht. Sie besteht aus dem Langhaus, dem eingezogenen Chor zu einem Joch mit Fünfachtelschluss im Osten und dem bis zur Turmkugel etwa 27 Meter hohen Kirchturm im Westen des Langhauses. Im obersten Geschoss des Turms steht der Glockenstuhl mit drei Glocken. Die Welsche Haube wurde im 18. Jahrhundert aufgesetzt. An der Südseite des Langhauses befindet sich in einem Vorbau eine Kapelle, an der Südseite des Chors ist die Sakristei angebaut.
Das Langhaus ist mit einem Netzgewölbe auf Konsolen überspannt. Der Altar wurde am Ende des 17. Jahrhunderts erbaut.